# Saint-Denis-en-Bugey
Saint-Denis-en-Bugey – miejscowość i gmina we Francji, w regionie Owernia-Rodan-Alpy, w departamencie Ain.

## Demografia
Według danych na styczeń 2012 roku gminę zamieszkiwało 2214 osób, a gęstość zaludnienia wynosiła 848,3 osób/km².